# コムソモーリスカヤ駅 (ソコーリニチェスカヤ線)
コムソモーリスカヤ駅（コムソモーリスカヤえき、ロシア語: Комсомо́льская）はモスクワ地下鉄・ソコーリニチェスカヤ線の駅で、クラスノセリスカヤ駅とクラースヌィエ・ヴォロータ駅の間にある。

## 歴史
1933年5月3日に建設が開始され、1935年5月15日に開業。モスクワ地下鉄最初の営業区間（ソコリニキ駅 - パールク・クリトゥールイ駅（一部の列車はオホートヌイ・リャート駅からスモレンスカヤ駅に運行））の一部である。1952年1月30日、環状線・コムソモーリスカヤ駅との連絡を開始。

## 場所
モスクワ市中央区クラスノセリスキー地区のコムソモーリスカヤ広場にあり、鉄道ターミナル駅のレニングラーツキー駅、ヤロスラフスキー駅、カザンスキー駅に隣接する。

## 乗換
環状線（5号線）、コムソモーリスカヤ駅